# Dieulouard
Dieulouard is een gemeente in het Franse departement Meurthe-et-Moselle in de regio Grand Est. De plaats maakt deel uit van het arrondissement Nancy. Dieulouard telde op 1 januari 2022 4.603 inwoners.

## Geschiedenis
De huidige stad Dieulouard ligt op de plaats van de oude stad Scarpone (Scarponne op de kaart van Peutinger), gelegen op een van de weinige oversteekplaatsen van de Moezel in de Romeinse tijd.
Scarpone was gelegen in de provincie Gallia Belgica, met als hoofdstad Durocortorum ( Reims).
In de vroege middeleeuwen maakte het graafschap Scarpone deel uit van het koninkrijk en later hertogdom Lotharingen. Het kwam in 959 bij Opper-Lotharingen.
Dieulouard was tot 22 maart 2015 de hoofdplaats van het gelijknamige kanton. Toen dit kanton werd opgeheven werd Dieulouard de hoofdplaats van het op dezelfde dag gevormde kanton Entre Seille et Meurthe, de overige gemeenten werden overgeheveld naar het kanton Pont-à-Mousson.

## Geografie
De oppervlakte van Dieulouard bedraagt 17,69 vierkante kilometer; Op 1 januari 2022 was de bevolkingsdichtheid 260,2 inwoners per km².

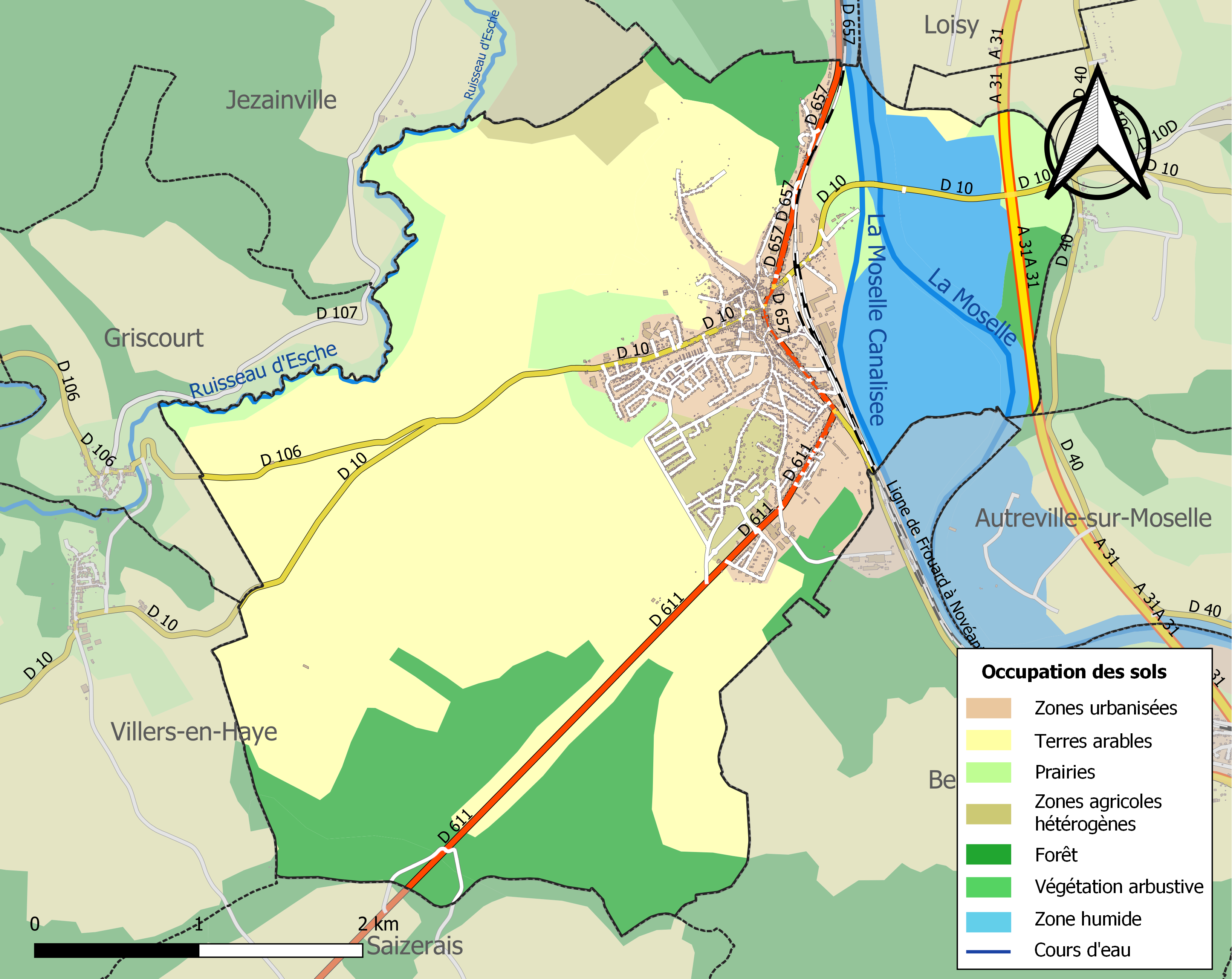
Kaart van de gemeente met de belangrijkste infrastructuur, bodemgebruik en omliggende gemeenten

## Demografie
Onderstaande figuur toont het verloop van het inwonertal.
Abaucourt · Armaucourt · Arraye-et-Han · Autreville-sur-Moselle · Belleau · Belleville · Bey-sur-Seille · Bezaumont · Bouxières-aux-Dames · Bratte · Brin-sur-Seille · Chenicourt · Clémery · Custines · Dieulouard · Éply · Faulx · Jeandelaincourt · Landremont · Lanfroicourt · Lay-Saint-Christophe · Létricourt · Leyr · Mailly-sur-Seille · Malleloy · Millery · Moivrons · Montenoy · Morville-sur-Seille · Nomeny · Phlin · Port-sur-Seille · Raucourt · Rouves · Sainte-Geneviève · Sivry · Thézey-Saint-Martin · Ville-au-Val · Villers-lès-Moivrons